# Rashid Ali al-Kaylani
Rashīd ʿĀlī al-Kaylānī, chiamato anche Rashīd ʿĀlī al-Ǧīlānī o al-Ghaylānī ((in arabo رشيد علي الكيلاني‎?), figlio del Sayyid ʿAbd al-Wahhāb al-Ǧīlānī; Baghdad, 1892 – Beirut, 28 agosto 1965), è stato un politico nazionalista iracheno, per tre volte primo ministro (20 marzo 1933 - 29 ottobre 1933; 31 marzo 1940 -31 gennaio 1941 e 3 aprile 1941 - 29 maggio 1941.
Ricordato per la sua vicinanza al nazismo e l'ostilità verso il Regno Unito, giunse ad allearsi con l'asse tedesco-italiano.

## Biografia
Nato da un'illustre famiglia di Baghdad che vantava una discendenza diretta dal grande mistico ʿAbd al-Qādir al-Kaylānī (o Gīlānī), egli è stato spesso confuso col primo primo ministro dell'Iraq ʿAbd al-Raḥmān al-Kaylānī (ʿAbd al-Raḥmān al-Ḥaydarī al-Kiyālī), sebbene le loro due famiglie fossero del tutto estranee.
Rashīd ʿĀlī al-Kaylānī, che aveva compiuto studi da avvocato, cominciò la sua carriera in politica nel 1924 nel primo governo guidato da Yāsīn al-Hāshimī, che lo nominò suo ministro della Giustizia. I due uomini erano appassionati nazionalisti, ostili a ogni ingerenza britannica nella politica interna del loro Paese, tanto da respingere entrambi il trattato anglo-iracheno firmato dal gabinetto di Nūrī al-Saʿīd nel 1930 e da formare per questo un loro proprio partito, il partito della Fratellanza Nazionale (Ḥizb al-ikhwāʾ al-waṭanī), per promuovere gli ideali nazionalistici arabi.
Nel 1933 divenne per la prima volta primo ministro. Durante gli anni Trenta, Rashīd ʿĀlī al-Kaylānī fu fortemente influenzato dal muftī di Gerusalemme Hajj Amīn al-Ḥusaynī, che era stato esiliato dal mandato britannico della Palestina a causa delle sue attività nazionalistiche e che aveva trovato sostegno nella sua campagna contro l'immigrazione ebraica nel suo Paese nel regime nazista in Germania.
Quando Rashīd ʿĀlī al-Kaylānī fu nominato ancora una volta primo ministro nel 1940, l'Iraq aveva da poco subito il trauma della prematura morte del re Ghāzī ed era passato sotto la debole reggenza dello zio del re defunto, l'emiro ʿAbd al-Ilāh, in attesa della maggiore età del figlio di Ghāzī, Faysal, di appena quattro anni. Mentre ʿAbd al-Ilāh appoggiava la Gran Bretagna nel suo impegno bellico nella seconda guerra mondiale, non fu capace di tenere sotto controllo Rashīd ʿĀlī al-Kaylānī, che usò la guerra per conseguire i suoi obiettivi nazionalistici, rifiutando di concedere alle truppe britanniche di traversare l'Iraq per raggiungere il fronte.
Egli respinse anche le domande perché l'Iraq rompesse le sue relazioni con l'Italia e inviò il suo ministro della Giustizia Nājī Shawkat a incontrare l'ambasciatore tedesco in Turchia, Franz von Papen, per guadagnare il sostegno della Germania al suo governo. In un ultimo incontro, in cui il segretario particolare del muftī fece da rappresentante del governo iracheno, Rashīd ʿĀlī al-Kaylānī assicurò alla Germania che le risorse naturali del suo Paese sarebbero state messe a disposizione dell'Asse in cambio del riconoscimento tedesco dei diritti all'indipendenza e all'unità politica degli Stati arabi, come pure del diritto ad affrontare il problema degli ebrei che vivevano nei territori arabi.

## La guerra contro il Regno Unito e l'esilio
Il Regno Unito reagì con severe sanzioni economiche contro l'Iraq. Nel frattempo le notizie di vittorie britanniche contro le forze italiane in Nord Africa attenuarono il sostegno di cui godeva il governo di Rashīd ʿĀlī al-Kaylānī e il 31 gennaio 1941, per le pressioni effettuate dal reggente, egli rassegnò le proprie dimissioni da primo ministro. Ciò riuscì soltanto a esacerbare gli animi dei suoi sostenitori e il loro rancore nei confronti del Regno Unito, tanto che, insieme ad alcuni suoi colleghi favorevoli all'Asse, Rashīd ʿĀlī al-Kaylānī prese in considerazione piani per assassinare il reggente e assumere il potere. ʿAbd al-Ilāh abbandonò il Paese il 31 marzo e il 3 aprile, Rashīd ʿĀlī al-Kaylānī tornò al potere, grazie al convinto appoggio garantitogli dalle forze armate, guidate da quello che era chiamato il Quadrato d'oro. Uno dei primi atti fu quello di spedire una forza d'artiglieria irachena per affrontare i difensori britannici della principale base aerea della RAF ad al-Ḥabbāniya. Nel frattempo però altre forze britanniche mettevano piede a Basra (Bassora), avviando la guerra anglo-irachena.
L'Iraq era stato il principale fornitore di petrolio per lo sforzo bellico alleato e un'importante cerniera fra le forze britanniche in Egitto e in India. Per assicurarsi l'Iraq, Winston Churchill ordinò al gen. Archibald Wavell di proteggere la base di al-Ḥabbāniya (che non solo avrebbe dovuto rifiutare di accettare le richieste irachene per la cessazione delle sue attività addestrative, ma che, in risposta ad altre provocazioni irachene, avrebbe dovuto vibrare il primo colpo e togliere l'assedio) per muovere poi da lì alla volta di Baghdad. Lo scontro militare avvenne, ma, a causa della pochezza del dispositivo militare che non era stato significativamente rafforzato né dalla Germania né dall'Italia, le forze armate irachene non furono in grado di contrastare lo strapotere bellico britannico, malgrado ricorressero anche alla rottura di dighe per cercare di impantanare uomini e mezzi avversari.
La progressione britannica indusse al-Kaylānī a volare verso Berlino e un nuovo governo fu insediato al posto del suo dai vincitori che riportarono al potere il reggente e Nūrī al-Saʿīd. A Berlino Rashīd ʿĀlī al-Kaylānī fu ricevuto da Hitler e riconosciuto come rappresentante del governo iracheno in esilio e, dopo la sconfitta della Germania, egli trovò rifugio in Arabia Saudita.
Rashīd ʿĀlī al-Kaylānī tornò dall'esilio solo dopo la rivoluzione che abbatté la monarchia hascemita nel 1958. Una volta ancora tentò di tornare al potere e organizzò un complotto contro il governo di ʿAbd al-Karīm Qāsim. La rivolta fallì e al-Kaylānī fu condannato a morte. Perdonato, più tardi egli riprese la via dell'esilio, fino alla sua morte avvenuta nel 1965.